# Tennis ai XIV Giochi dei piccoli stati d'Europa - Doppio femminile
Mandy Minella e Claudine Schaul erano le detentrici del titolo, ma quest'anno non hanno partecipato.
Stephanie Vogt e Kathinka von Deichmann hanno battuto in finale 6–3, 6–3 Kimberley Cassar e Elena Jetcheva.

## Teste di serie
1. Stephanie Vogt / Kathinka von Deichmann (campionesse)
2. Kimberley Cassar / Elena Jetcheva (finale)

## Tabellone

### Legenda
| - Q = Qualificato - WC = Wild card - LL = Lucky loser | - ALT = Alternate - SE = Special Exempt - PR = Protected Ranking | - w/o = Walkover - r = Ritirato - d = Squalificato |

|  | Quarti di finale                  | Quarti di finale                  | Quarti di finale                  | Quarti di finale | Quarti di finale |  |  | Semifinali                | Semifinali                | Semifinali                | Semifinali          | Semifinali          |   |   | Finale                 | Finale                 | Finale                 | Finale | Finale |  |
|  |                                   |                                   |                                   |                  |                  |  |  |                           |                           |                           |                     |                     |   |   |                        |                        |                        |        |        |  |
|  |                                   |                                   |                                   |                  |                  |  |  | S Vogt K von Deichmann    | S Vogt K von Deichmann    | S Vogt K von Deichmann    | 6                   | 6                   |   |   |                        |                        |                        |        |        |  |
|  | K Brett L-A Gambarini             | K Brett L-A Gambarini             | K Brett L-A Gambarini             | 0                | 0                |  |  | M Argyriou I-N Savva      | M Argyriou I-N Savva      | M Argyriou I-N Savva      | 2                   | 0                   |   |   |                        |                        |                        |        |        |  |
|  | M Argyriou I-N Savva              | M Argyriou I-N Savva              | M Argyriou I-N Savva              | 6                | 6                |  |  |                           |                           |                           |                     |                     |   |   | S Vogt K von Deichmann | S Vogt K von Deichmann | S Vogt K von Deichmann | 6      | 6      |  |
|  | SD Kristansdottir I Staub         | SD Kristansdottir I Staub         | SD Kristansdottir I Staub         | 6                | 6                |  |  |                           |                           | K Cassar E Jetcheva       | K Cassar E Jetcheva | K Cassar E Jetcheva | 3 | 3 |                        |                        |                        |        |        |  |
|  | AC Aguareles Loan B Juncosa Lluis | AC Aguareles Loan B Juncosa Lluis | AC Aguareles Loan B Juncosa Lluis | 1                | 2                |  |  | SD Kristansdottir I Staub | SD Kristansdottir I Staub | SD Kristansdottir I Staub | 1                   | 2                   |   |   |                        |                        |                        |        |        |  |
|  |                                   |                                   |                                   |                  |                  |  |  | K Cassar E Jetcheva       | K Cassar E Jetcheva       | K Cassar E Jetcheva       | 6                   | 6                   |   |   |                        |                        |                        |        |        |  |